# Coelogyne marmorata
Coelogyne marmorata är en orkidéart som beskrevs av Heinrich Gustav Reichenbach.
Coelogyne marmorata ingår i släktet Coelogyne och familjen orkidéer. Artens utbredningsområde är Filippinerna. Inga underarter finns listade i Catalogue of Life.